# Drino idonea
Drino idonea là một loài ruồi trong họ Tachinidae.